# Stone Mountain (Georgia)
Stone Mountain – miasto w hrabstwie DeKalb stanu Georgia.

## Demografia
W roku 2000, liczba mieszkańców wyniosła 7145. W roku 2023 liczba mieszkańców spadła do 6553 osób, a gęstość zaludnienia poniżej 1528 osób/km².

## Historia
Pierwsze budynki powstały w roku 1822 na terenie niedawno utworzonego hrabstwa DeKalb. Nazwa znaczy Kamienna Góra. Tak nazwano granitową kopułę, na której dziś znajduje się płaskorzeźba Stone Mountain. W 1834 r. powstał urząd pocztowy na Drodze Augusta. Dwa lata później Andrew Johnson założył hotel wzdłuż niej. Aaron Cloud zbudował na szczycie Góry wieżę obserwacyjną, restaurację i klub. Goście dojeżdżali pociągiem, wysiadali jedną milę (1609,344 metrów) przed celem.
Od 1839 r. prawa miejskie jako New Gibraltar. Obecną nazwę uchwalono w 1847 r. przez parlament stanowy. Podczas wojny secesyjnej miasto zniszczono na rozkaz generała Johna McPhersona 19 lipca 1864 r. W 1915 r. reaktywowano tutaj Ku Klux Klan. Martin Luther King miał rzec: Pozwólcie zabrzmieć Wolności ze Stone Mountain w Georgii.
Podczas Igrzysk Olimpijskich 1996 w Atlancie, odbyły się tutaj zawody tenisa, łucznictwa i wyścigi kolarskie.

## Atrakcje

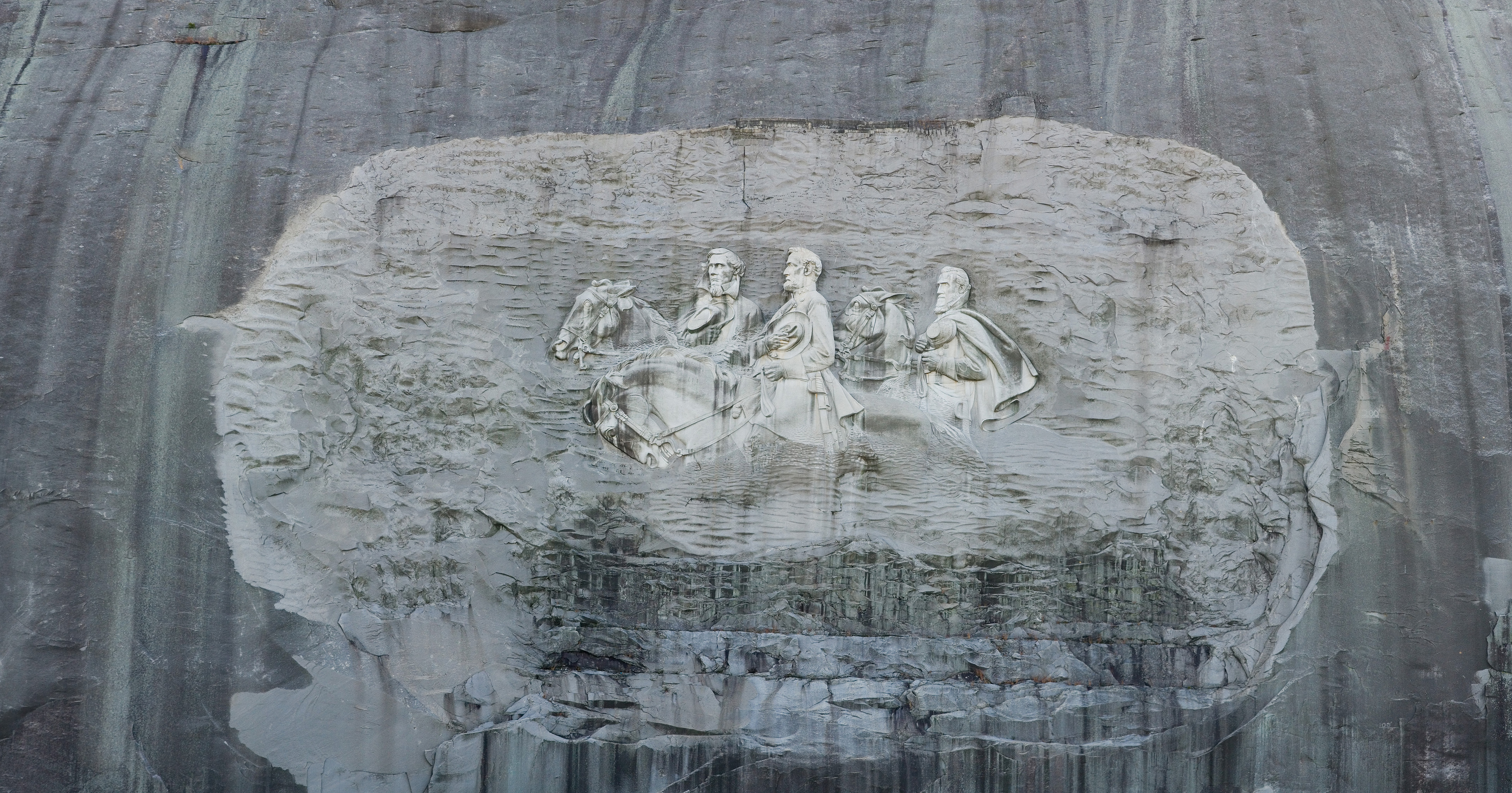
Stone Mountain

## Geografia
Kamienna Góra zawsze stanowiła podstawę gospodarki miasta. Nie tylko ze względu na turystykę, ale też wydobycie granitu.
Całkowita powierzchnia miasta wynosi 4,29 km². Z tego 0,62% stanowi woda.